# Santa Maria delle Grazie alle Fornaci fuori Porta Cavalleggeri (titre cardinalice)
La diaconie cardinalice de Santa Maria delle Grazie alle Fornaci fuori Porta Cavalleggeri (Sainte Marie des Grâces aux briqueterie, au-delà de la porte des cavaliers) est érigée par Jean-Paul II le 25 mai 1985. Elle est rattachée à l'église Santa Maria delle Grazie alle Fornaci, dans le quartier Aurelio, au centre de Rome.

## Titulaires
- Duraisamy Simon Lourdusamy (1985-1996); titre pro hac vice (1996-2014)
- Mario Zenari (2016-)

### Sources
- (it) Cet article est partiellement ou en totalité issu de l’article de Wikipédia en italien intitulé « Santa Maria delle Grazie alle Fornaci fuori Porta Cavalleggeri (diaconia) » (voir la liste des auteurs).